# Drosophila mcclintockae
Drosophila mcclintockae är en tvåvingeart som beskrevs av Pipkin 1964. Drosophila mcclintockae ingår i släktet Drosophila och familjen daggflugor.
Artens utbredningsområde är Panama.